# Gravatjärnarna (Anundsjö socken, Ångermanland, 705197-158079)
Gravatjärnarna är en sjö i Örnsköldsviks kommun i Ångermanland och ingår i Ångermanälvens huvudavrinningsområde.